# Laufen (Suíça)
Laufen (em francês: Laufon) é uma comuna da Suíça, situada no distrito de Laufen, no cantão de Basileia-Campo. Tem 11,37 km² de área e sua população em 2018 foi estimada em 5.618 habitantes.